# Кавалеров, Гений Иванович
Гений Иванович Кавале́ров (1925—2018) — советский государственный деятель и учёный, доктор технических наук, профессор.

## Биография
Родился 7 мая 1925 года. Член КПСС. Участник Великой Отечественной войны.
С 1945 года — на хозяйственной и государственной работе. 
В 1948—2018 годах:
- инженер в области магнитных измерений для ВМФ в морской среде на заводе в Ленинграде,
- научный руководитель ВНИИ электроизмерительных приборов,
- начальник Технического управления Минприбор СССР,
- заместитель министра приборостроения, средств автоматизации и систем управления СССР,
- президент международного научно-технического общества приборостроителей и метрологов,
- член Генерального Совета Международной конфедерации по измерениям,
- главный редактор журнала «Приборы», член редколлегии журнала «Медицинская техника».

Умер в Москве 5 июля 2018 года.

## Признание
- Сталинская премия третьей степени (1950) — за создание новой электроизмерительной аппаратуры